# Gregorio Gómez
Gregorio Gómez Mundibild (26 giugno 1924 – 11 giugno 1988) è stato un calciatore messicano, di ruolo difensore.

## Carriera
Con la Nazionale messicana ha preso parte ai Mondiali 1950.